# 19. Klavierkonzert (Mozart)
Das 19. Klavierkonzert in F-Dur, KV 459, ist ein Klavierkonzert von Wolfgang Amadeus Mozart. Nach abweichender Zählung ist es das 13. Klavierkonzert des Komponisten.

## Entstehung
Das 19. Klavierkonzert entstand, ebenso wie seine fünf Vorgänger, im Jahr 1784 in Wien. Wie sein Vorgänger gilt es auf Grund des marschartigen Themas des Hauptsatzes, als Militärkonzert. Darüber hinaus wird es häufig als 2. Krönungskonzert bezeichnet, da Mozart dieses wahrscheinlich neben dem ursprünglichen Krönungskonzert KV 537 aufführte. Anlass für diese Aufführung war die Krönung des Kaisers Leopold II. 1790 in Frankfurt. Ob das Konzert bereits vorher aufgeführt wurde, ist nicht bekannt. 1786 schickte Mozart dieses Werk jedoch an den Fürsten von Fürstenberg in Donaueschingen, der es möglicherweise aufführen ließ.

## Zur Musik

### 1. Satz: Allegro
Das heitere und populär gewordene Hauptthema ist von schnellen marschartigen Charakter. Es bleibt ungewöhnlicherweise das einzige ausformulierte Thema, auf welches nur noch sekundäre Motive folgen. In der Soloexposition wird ein zweites Thema vom Orchester eingeführt, welches das Soloklavier sofort aufnimmt und erweitert. Dieses Thema ist nicht marschartig und scheint nicht recht in den musikalischen Kontext zu passen. Die kurze Durchführung geht völlig thematisch vor, spart jedoch das zweite Thema aus. Sie beginnt mit einem Forteschlag des Klaviers. Erst die Reprise verarbeitet dann das zweite, fremdartige Thema. Die Solokadenz greift in ausgedehnter Manier, auf beide Themen zurück. Ein kurzes Schlussritornell beendet den optimistischen Satz. Im Verlauf des ganzen Satzes lässt sich, ebenso wie im ganzen Konzert, die melodieführende Bedeutung der Bläser feststellen, welche dem Klavier oftmals nur die Begleitfunktion übrig lässt.

### 2. Satz: Allegretto
Der Mittelsatz, welcher in diesem Konzert kein Andante ist, obwohl Mozart in einem Brief an seine Schwester im Juni 1784 betonte, „dass in keinem Concerte Adagio, sondern lauter Andante sein müssen“. Zwar ist dieser Satz kein Adagio, aber eben auch kein selbst gefordertes Andante. Das Allegretto wird in der Konzertpraxis nicht besonders schnell genommen, da dies auch entgegen dem vorherrschenden lyrischeren Charakter wäre. Der Satz ist in Form einer großen zweiteiligen Liedform angelegt. Der Satz enthält drei Themen, was bei Mozart zwar hin und wieder vorkommt, aber erst bei Anton Bruckner zur Regel wird. Das dritte Thema wendet sich nach Moll. Das Soloklavier übernimmt in seiner Soloexposition beide Themen quasi gemeinsam, indem diese ineinander übergehen. Der liedhafte Satz endet mit einer ausgedehnten Coda, welche auch auf Motive des zweiten Themas zurückgreift.

### 3. Satz: Allegro assai
Der Finalsatz bildet den künstlerischen Höhepunkt des Konzertes. Mozart gelingt hier die Zusammenführung scherzhafter, eingängiger Buffoelemente mit der strengen Form des Kontrapunktes zu verbinden. Dies geschieht in einem erweiterten, zwischen Sonatensatzform und Rondoform stehenden groß angelegten Satz.
Das Klavier führt das vergnügt wirkende, sprunghafte Refrainthema ein, welches von den Holzbläsern beantwortet wird. Es folgt nun überraschend und mit großer Wirkung ein Fugato, welches mit dem Einsatz der Streicher beginnt. Der Solist meldet sich erst wieder im 120. Takt mit einem Entrée zu Wort. Das Klavier leitet zum ersten Couplet über, welcher erneut stark von den Bläsern dominiert wird. Der Nachsatz des Couplets besteht aus Elementen des Fugatos. Es folgt nun eine Durchführung, welche das zweite Couplet ersetzt. Hierin setzt nun erneut das Fugatothema ein, diesmal jedoch als großes Doppelfugato, von beeindruckender Kraft. Die anschließende Wiederholung des ersten Couplets, führt nach einer großen Überleitung zur Solokadenz. Diese ist von beeindruckender Kraft und Virtuosität geprägt und verarbeitet Refrainthema und Fugatoelemente. Eine kurze Coda beendet den bemerkenswerten Satz.

## Stellenwert
Das Konzert wird wie sein Vorgänger KV 456 als Militärkonzert bezeichnet, was an der marschartigen Thematik des Hauptsatzes liegt.
Von den beiden als Krönungskonzert bezeichneten Werken Mozarts ist dieses frühere 19. Klavierkonzert das weitaus bedeutendere. Es gehört zu den ungewöhnlichen Vertretern der Klavierkonzerte Mozarts. Schon die Tempoangaben sind schneller, als in den vorausgehenden Konzerten. So fehlt diesem Werk gar ein Andante-Mittelsatz, welcher durch ein Allegretto ersetzt wurde. Die entscheidende Neuerung dieses Konzertes ist die Einverleibung kontrapunktischer Elemente in den Kontext des Solokonzertes. So finden sich im Finalsatz ein einfaches und ein doppeltes Fugato. Dies ist für Mozarts Klavierkonzerte einmalig, weist aber beispielsweise auf den Finalsatz der späten 41. Sinfonie. Die Ausdehnung des dritten Satzes antizipiert einmal mehr die eigenen und musikgeschichtlich folgenden sinfonischen Klavierkonzerte. Die Rolle des Soloklaviers ist in diesem Konzert bemerkenswert häufig auf eine begleitende Funktion reduziert. Die seit dem 15. Klavierkonzert KV 450 obligaten Bläser übernehmen hier oftmals die melodische Führung. Die Thematik des Finalsatzes findet sich in zwei Werken großer Komponisten wieder. So baut Joseph Haydn das Finale seiner 89. Sinfonie auf das Hauptthema des dritten Satzes des vorliegenden Konzertes auf. Ludwig van Beethoven verwendet diesen Gedanken für das Bauernthema im dritten Satz seiner Pastorale.